# آتش‌افروز (فیلم)
آتش‌افروز (انگلیسی: Firestarter) یک فیلم سینمایی آمریکایی در ژانر فیلم ترسناک و علمی–تخیلی به کارگردانی مارک ال. لستر است که در سال ۱۹۸۴ میلادی منتشر شد.
در ۱۳ می ۲۰۲۲ یک فیلم بلند بازسازی‌شده از این فیلم توسط بلوم‌هاوس پروداکشنز اکران شد.

## بازیگران
- دیوید کیت
- درو بریمور
- مارتین شین
- جرج سی. اسکات
- آرت کارنی
- لوئیز فلچر
- موزز گان
- هتر لوکلیر
- مایکل آلدریج